# Ғ
Ғ, ғ は、キリル文字のひとつ。現在はカザフ語、バシキール語、ハカス語、ショル語、トファ語、ニヴフ語で使用されており、かつてはアゼルバイジャン語・ウズベク語でも使用されていた。ウイグル語のキリル文字表記でも使用される。

## 呼称
- 不明
  - Unicode名は「CYRILLIC LETTER GHE WITH STROKE」

## 音素
[ʁ]
[ɣ]

## アルファベット上の位置
- カザフ語の第6字母。
- アゼルバイジャン語をキリル文字で表記する時の第5字母。
- ウズベク語をキリル文字で表記する時の第5字母。

## Ғに関する諸事項
- アゼルバイジャン語は、1940年にラテン文字表記からキリル文字表記に改められた。1991年に、再びラテン文字の復活が決定され、2003年からキリル文字による表記は廃止された。（アゼルバイジャン語の項から趣意を抜粋）
- ウズベク語は、ソ連時代にはキリル文字表記をしていたが、1992年以降公式にはラテン文字表記に切り替えられている。現在でも私的にキリル表記は行われる。（ウズベク語の項から趣意を抜粋）